# Gran Premio motociclistico del Giappone 2023
Il Gran Premio motociclistico del Giappone 2023 è stato la quattordicesima prova del motomondiale del 2023. Le vittorie nelle tre classi sono andate a: Jorge Martín in sprint e nella gara della MotoGP, a Somkiat Chantra in Moto2 e Jaume Masiá in Moto3.

## MotoGP

### Sprint

#### Arrivati al traguardo
| Pos. | Nº | Pilota                | Squadra                     | Motocicletta       | Giri | Tempo     | Griglia | Punti |
| ---- | -- | --------------------- | --------------------------- | ------------------ | ---- | --------- | ------- | ----- |
| 1º   | 89 | Jorge Martín          | Prima Pramac Racing         | Ducati Desmosedici | 12   | 21'00.734 | 1°      | 12    |
| 2º   | 33 | Brad Binder           | Red Bull KTM Factory Racing | KTM RC16           | 12   | +1.390    | 5°      | 9     |
| 3º   | 1  | Francesco Bagnaia     | Ducati Lenovo               | Ducati Desmosedici | 12   | +5.279    | 2°      | 7     |
| 4º   | 43 | Jack Miller           | Red Bull KTM Factory Racing | KTM RC16           | 12   | +6.194    | 3°      | 6     |
| 5º   | 5  | Johann Zarco          | Prima Pramac Racing         | Ducati Desmosedici | 12   | +6.315    | 10°     | 5     |
| 6º   | 72 | Marco Bezzecchi       | Mooney VR46 Racing          | Ducati Desmosedici | 12   | +8.919    | 4°      | 4     |
| 7º   | 93 | Marc Márquez          | Repsol Honda                | Honda RC213V       | 12   | +9.298    | 7°      | 3     |
| 8º   | 49 | Fabio Di Giannantonio | Gresini Racing              | Ducati Desmosedici | 12   | +10.189   | 6°      | 2     |
| 9º   | 12 | Maverick Viñales      | Aprilia Racing              | Aprilia RS-GP      | 12   | +12.404   | 8°      | 1     |
| 10º  | 25 | Raúl Fernández        | CryptoData RNF              | Aprilia RS-GP      | 12   | +15.366   | 11º     |       |
| 11º  | 44 | Pol Espargaró         | GasGas Factory Racing Tech3 | KTM RC16           | 12   | +15.473   | 19°     |       |
| 12º  | 37 | Augusto Fernández     | GasGas Factory Racing Tech3 | KTM RC16           | 12   | +15.592   | 13°     |       |
| 13º  | 36 | Joan Mir              | Repsol Honda                | Honda RC213V       | 12   | +17.052   | 15°     |       |
| 14º  | 88 | Miguel Oliveira       | CryptoData RNF              | Aprilia RS-GP      | 12   | +18.092   | 16°     |       |
| 15º  | 20 | Fabio Quartararo      | Monster Energy Yamaha       | Yamaha YZR-M1      | 12   | +19.333   | 14°     |       |
| 16º  | 21 | Franco Morbidelli     | Monster Energy Yamaha       | Yamaha YZR-M1      | 12   | +19.645   | 17°     |       |
| 17º  | 30 | Takaaki Nakagami      | LCR Honda Idemitsu          | Honda RC213V       | 12   | +21.862   | 18°     |       |
| 18º  | 35 | Cal Crutchlow         | Yamalube RS4GP Racing Team  | Yamaha YZR-M1      | 12   | +26.026   | 19°     |       |
| 19º  | 51 | Michele Pirro         | Ducati Lenovo               | Ducati Desmosedici | 12   | +27.911   | 21°     |       |

#### Ritirato
| Nº | Pilota          | Squadra        | Motocicletta  | Giri | Griglia |
| -- | --------------- | -------------- | ------------- | ---- | ------- |
| 41 | Aleix Espargaró | Aprilia Racing | Aprilia RS-GP | 8    | 9°      |

### Gara
La gara è stata interrotta, senza successiva ripartenza, al dodicesimo giro con una bandiera rossa.

#### Arrivati al traguardo
| Pos. | Nº | Pilota                | Squadra                     | Motocicletta       | Giri | Tempo     | Griglia | Punti |
| ---- | -- | --------------------- | --------------------------- | ------------------ | ---- | --------- | ------- | ----- |
| 1º   | 89 | Jorge Martín          | Prima Pramac Racing         | Ducati Desmosedici | 12   | 24'06.314 | 1º      | 25    |
| 2º   | 1  | Francesco Bagnaia     | Ducati Lenovo               | Ducati Desmosedici | 12   | +1.413    | 2°      | 20    |
| 3º   | 93 | Marc Márquez          | Repsol Honda                | Honda RC213V       | 12   | +2.013    | 7°      | 16    |
| 4º   | 72 | Marco Bezzecchi       | Mooney VR46 Racing          | Ducati Desmosedici | 12   | +2.943    | 4º      | 13    |
| 5º   | 41 | Aleix Espargaró       | Aprilia Racing              | Aprilia RS-GP      | 12   | +3.181    | 9°      | 11    |
| 6º   | 43 | Jack Miller           | Red Bull KTM Factory Racing | KTM RC16           | 12   | +6.837    | 3°      | 10    |
| 7º   | 37 | Augusto Fernández     | GasGas Factory Racing Tech3 | KTM RC16           | 12   | +7.587    | 13°     | 9     |
| 8º   | 49 | Fabio Di Giannantonio | Gresini Racing              | Ducati Desmosedici | 12   | +8.602    | 6°      | 8     |
| 9º   | 25 | Raúl Fernández        | CryptoData RNF              | Aprilia RS-GP      | 12   | +11.229   | 11°     | 7     |
| 10º  | 20 | Fabio Quartararo      | Monster Energy Yamaha       | Yamaha YZR-M1      | 12   | +12.244   | 14°     | 6     |
| 11º  | 30 | Takaaki Nakagami      | LCR Honda Idemitsu          | Honda RC213V       | 12   | +14.714   | 18°     | 5     |
| 12º  | 36 | Joan Mir              | Repsol Honda                | Honda RC213V       | 12   | +14.924   | 15°     | 4     |
| 13º  | 35 | Cal Crutchlow         | Yamalube RS4GP Racing Team  | Yamaha YZR-M1      | 12   | +16.057   | 19°     | 3     |
| 14º  | 6  | Stefan Bradl          | LCR Honda Idemitsu          | Honda RC213V       | 12   | +17.253   | 20º     | 2     |
| 15º  | 44 | Pol Espargaró         | GasGas Factory Racing Tech3 | KTM RC16           | 12   | +24.921   | 12°     | 1     |
| 16º  | 51 | Michele Pirro         | Ducati Lenovo               | Ducati Desmosedici | 16   | +33.962   | 21°     |       |
| 17º  | 21 | Franco Morbidelli     | Monster Energy Yamaha       | Yamaha YZR-M1      | 12   | +1'14.934 | 17°     |       |
| 18º  | 88 | Miguel Oliveira       | CryptoData RNF              | Aprilia RS-GP      | 12   | +1 giro   | 16°     |       |
| 19º  | 12 | Maverick Viñales      | Aprilia Racing              | Aprilia RS-GP      | 12   | +1 giro   | 8°      |       |

#### Non Classificato
| Nº | Pilota       | Squadra             | Motocicletta       | Giri | Tempo  | Griglia |
| -- | ------------ | ------------------- | ------------------ | ---- | ------ | ------- |
| 5  | Johann Zarco | Prima Pramac Racing | Ducati Desmosedici | 12   | +6.191 | 10°     |

#### Ritirato
| Nº | Pilota      | Squadra                     | Motocicletta | Giri | Griglia |
| -- | ----------- | --------------------------- | ------------ | ---- | ------- |
| 33 | Brad Binder | Red Bull KTM Factory Racing | KTM RC16     | 5    | 5°      |

## Moto2

### Arrivati al traguardo
| Pos. | Nº | Pilota                  | Squadra                        | Motocicletta | Giri | Tempo     | Griglia | Punti |
| ---- | -- | ----------------------- | ------------------------------ | ------------ | ---- | --------- | ------- | ----- |
| 1º   | 35 | Somkiat Chantra         | Idemitsu Honda Team Asia       | Kalex        | 19   | 35'19.273 | 1º      | 25    |
| 2º   | 79 | Ai Ogura                | Idemitsu Honda Team Asia       | Kalex        | 19   | +1.353    | 2º      | 20    |
| 3º   | 37 | Pedro Acosta            | Red Bull KTM Ajo               | Kalex        | 19   | +3.080    | 4º      | 16    |
| 4º   | 96 | Jake Dixon              | Inde GasGas Aspar              | Kalex        | 19   | +5.065    | 3º      | 13    |
| 5º   | 12 | Filip Salač             | QJMotor Gresini                | Kalex        | 19   | +10.492   | 5º      | 11    |
| 6º   | 18 | Manuel González         | Correos Prepago Yamaha VR46    | Kalex        | 19   | +12.961   | 10º     | 10    |
| 7º   | 24 | Marcos Ramírez          | OnlyFans American Racing       | Kalex        | 19   | +14.352   | 12º     | 9     |
| 8º   | 40 | Arón Canet              | Pons Wegow Los40               | Kalex        | 19   | +16.360   | 7º      | 8     |
| 9º   | 84 | Zonta van den Goorbergh | Fieten Olie Racing GP          | Kalex        | 19   | +17.692   | 15º     | 7     |
| 10º  | 15 | Darryn Binder           | Liqui Moly Husqvarna Intact GP | Kalex        | 19   | +19.405   | 18º     | 6     |
| 11º  | 14 | Tony Arbolino           | Elf Marc VDS Racing            | Kalex        | 19   | +20.661   | 13º     | 5     |
| 12º  | 16 | Joe Roberts             | Italtrans Racing               | Kalex        | 19   | +20.809   | 11º     | 4     |
| 13º  | 21 | Alonso López            | +Ego SpeedUp                   | Boscoscuro   | 19   | +21.303   | 6º      | 3     |
| 14º  | 28 | Izan Guevara            | Inde GasGas Aspar              | Kalex        | 19   | +21.477   | 19º     | 2     |
| 15º  | 7  | Barry Baltus            | Fieten Olie Racing GP          | Kalex        | 19   | +24.302   | 17º     | 1     |
| 16º  | 52 | Jeremy Alcoba           | QJMotor Gresini                | Kalex        | 19   | +25.623   | 23º     |       |
| 17º  | 64 | Bo Bendsneyder          | Pertamina Mandalika SAG        | Kalex        | 19   | +26.803   | 21º     |       |
| 18º  | 75 | Albert Arenas           | Red Bull KTM Ajo               | Kalex        | 19   | +27.371   | 20º     |       |
| 19º  | 23 | Taiga Hada              | Pertamina Mandalika SAG        | Kalex        | 19   | +29.412   | 24º     |       |
| 20º  | 67 | Alberto Surra           | Forward Team                   | Forward      | 19   | +33.825   | 28º     |       |
| 21º  | 8  | Senna Agius             | Liqui Moly Husqvarna Intact GP | Kalex        | 19   | +34.103   | 29º     |       |
| 22º  | 54 | Fermín Aldeguer         | +Ego SpeedUp                   | Boscoscuro   | 19   | +34.291   | 9º      |       |
| 23º  | 4  | Sean Dylan Kelly        | Forward Team                   | Forward      | 19   | +36.473   | 25º     |       |
| 24º  | 72 | Borja Gómez             | Fantic Racing                  | Kalex        | 19   | +39.635   | 26º     |       |
| 25º  | 33 | Rory Skinner            | OnlyFans American Racing       | Kalex        | 19   | +43.069   | 27º     |       |
| 26º  | 9  | Mattia Casadei          | Fantic Racing                  | Kalex        | 19   | +45.508   | 30º     |       |

### Ritirati
| Nº | Pilota        | Squadra                     | Motocicletta | Giri | Griglia |
| -- | ------------- | --------------------------- | ------------ | ---- | ------- |
| 11 | Sergio García | Pons Wegow Los40            | Kalex        | 9    | 14º     |
| 71 | Dennis Foggia | Italtrans Racing            | Kalex        | 8    | 16º     |
| 5  | Kōta Nozane   | Correos Prepago Yamaha VR46 | Kalex        | 7    | 22º     |
| 22 | Sam Lowes     | Elf Marc VDS Racing         | Kalex        | 6    | 8º      |

## Moto3

### Arrivati al traguardo
| Pos. | Nº | Pilota             | Squadra                        | Motocicletta  | Giri | Tempo     | Griglia | Punti |
| ---- | -- | ------------------ | ------------------------------ | ------------- | ---- | --------- | ------- | ----- |
| 1º   | 5  | Jaume Masiá        | Leopard Racing                 | Honda NSF250R | 17   | 33'30.018 | 1º      | 25    |
| 2º   | 71 | Ayumu Sasaki       | Liqui Moly Husqvarna Intact GP | Husqvarna     | 17   | +1.546    | 7º      | 20    |
| 3º   | 96 | Daniel Holgado     | Red Bull KTM Tech3             | KTM RC 250 GP | 17   | +1.602    | 6º      | 16    |
| 4º   | 82 | Stefano Nepa       | Angeluss MTA                   | KTM RC 250 GP | 17   | +5.200    | 4º      | 13    |
| 5º   | 48 | Iván Ortolá        | Angeluss MTA                   | KTM RC 250 GP | 17   | +5.230    | 5º      | 11    |
| 6º   | 44 | David Muñoz        | Boé Motorsports                | KTM RC 250 GP | 17   | +8.900    | 8º      | 10    |
| 7º   | 80 | David Alonso       | Gaviota GasGas Aspar           | Gas Gas       | 17   | +8.959    | 9º      | 9     |
| 8º   | 27 | Kaito Toba         | SIC58 Squadra Corse            | Honda NSF250R | 17   | +9.523    | 11º     | 8     |
| 9º   | 6  | Ryusei Yamanaka    | Gaviota GasGas Aspar           | Gas Gas       | 17   | +9.629    | 12º     | 7     |
| 10º  | 99 | José Antonio Rueda | Red Bull KTM Ajo               | KTM RC 250 GP | 17   | +9.734    | 15º     | 6     |
| 11º  | 95 | Collin Veijer      | Liqui Moly Husqvarna Intact GP | Husqvarna     | 17   | +9.804    | 10º     | 5     |
| 12º  | 72 | Taiyo Furusato     | Honda Team Asia                | Honda NSF250R | 17   | +10.195   | 13º     | 4     |
| 13º  | 54 | Riccardo Rossi     | SIC58 Squadra Corse            | Honda NSF250R | 17   | +10.874   | 17º     | 3     |
| 14º  | 10 | Diogo Moreira      | MT Helmets - MSI               | KTM RC 250 GP | 17   | +11.577   | 14º     | 2     |
| 15º  | 66 | Joel Kelso         | CFMoto Racing PrüstelGP        | CFMoto        | 17   | +13.905   | 18º     | 1     |
| 16º  | 7  | Filippo Farioli    | Red Bull KTM Tech3             | KTM RC 250 GP | 17   | +16.674   | 22º     |       |
| 17º  | 92 | David Almansa      | Rivacold Snipers               | Honda NSF250R | 17   | +31.109   | 20º     |       |
| 18º  | 19 | Scott Ogden        | VisionTrack Racing             | Honda NSF250R | 17   | +31.282   | 21º     |       |
| 19º  | 63 | Syarifuddin Azman  | MT Helmets - MSI               | KTM RC 250 GP | 17   | +31.478   | 23º     |       |
| 20º  | 70 | Joshua Whatley     | VisionTrack Racing             | Honda NSF250R | 17   | +31.551   | 27º     |       |
| 21º  | 20 | Lorenzo Fellon     | CIP Green Power                | KTM RC 250 GP | 17   | +31.587   | 26º     |       |
| 22º  | 22 | Ana Carrasco       | Boé Motorsports                | KTM RC 250 GP | 17   | +32.969   | 25º     |       |
| 23º  | 64 | Mario Aji          | Honda Team Asia                | Honda NSF250R | 17   | +38.000   | 24º     |       |

### Ritirati
| Nº | Pilota          | Squadra                 | Motocicletta  | Giri | Griglia |
| -- | --------------- | ----------------------- | ------------- | ---- | ------- |
| 24 | Tatsuki Suzuki  | Leopard Racing          | Honda NSF250R | 13   | 16º     |
| 53 | Deniz Öncü      | Red Bull KTM Ajo        | KTM RC 250 GP | 10   | 2º      |
| 18 | Matteo Bertelle | Rivacold Snipers        | Honda NSF250R | 10   | 3º      |
| 43 | Xavier Artigas  | CFMoto Racing PrüstelGP | CFMoto        | 9    | 19º     |